# لیته (رومانی)
شهر لیته (به رومانیایی: Liteni) در شهرستان سوچاوا در کشور رومانی واقع شده‌است. جمعیت این شهر ۹٬۸۵۱ نفر  است.